# Chiesa di San Bernardino (Triora)
La chiesa di San Bernardino è un luogo di culto cattolico situato nel comune di Triora, in via San Bernardino, in provincia di Imperia.

## Storia e descrizione
Risalente al XV secolo, la chiesa campestre presenta una facciata preceduta da un rustico porticato a tre arcate con colonne e capitelli.
Al suo interno sono presenti affreschi attribuiti al pittore Giovanni Canavesio, ma secondo recenti studi le opere sembrerebbero risalenti ad un ignoto pittore toscano del Rinascimento.